# NGC 758
NGC 758 è una vasta e lontana galassia lenticolare situata nella costellazione della Balena, a una distanza di circa 600 milioni di anni luce dalla nostra Via Lattea.

## Scoperta
La galassia è stata scoperta nel 1886 dall'astronomo statunitense Francis Leavenworth.